# Jackie Trent
Jackie Trent, eigentlich Yvonne Ann Burgess (* 6. September 1940 in Newcastle-under-Lyme, Staffordshire; † 21. März 2015 in Ciutadella, Menorca, Spanien), war eine britische Sängerin, Songwriterin und Schauspielerin.

## Leben
Jackie Trents erster Bühnenauftritt war als Zehnjährige in der Pantomimenshow Babes in the Wood, aber eine Karriere als Popsängerin war ihr lieber als die Bühne. Ihre erste Single Pick Up the Pieces wurde 1962 veröffentlicht, aber erst zwei Plattenfirmen und drei Jahre später hatte sie ihren ersten (und größten) Hit: Where Are You Now (My Love)? eroberte am 20. Mai 1965 die Spitzenposition der britischen Charts. Den Song hatte sie gemeinsam mit Tony Hatch geschrieben, der ihn auch produzierte.
Hatch arbeitete zu dieser Zeit sehr erfolgreich mit Petula Clark zusammen. Clark mochte Trent nicht, weil sie dem verheirateten Hatch eindeutige Avancen machte. Als Hatch und Trent anfingen, gemeinsam Songs für Petula zu schreiben, wurden diese in der ersten Zeit als von Tony allein geschriebene Songs ausgegeben. Mit dem Song I Couldn’t Live Without Your Love (1966), inspiriert durch ihre Affäre, machten sie ihre Liebschaft öffentlich. Ein Jahr später heirateten sie in Kensington, London.
Obwohl Trent zahlreiche Singles und Alben aufnahm, sowohl solo als auch im Duett mit ihrem Ehemann, war sie doch als Songautorin besser denn als Sängerin. Neben ihren Kompositionen für Clark schrieben sie und Hatch viele Songs für andere Künstler, darunter Frank Sinatra, Nancy Wilson, Des O’Connor, Shirley Bassey, Vikki Carr und Dean Martin.
Ende der 1960er Jahre kehrte Trent auf die Bühne zurück. Sie ging mit dem Musical Nell auf eine Tournee durch das Vereinigte Königreich.
In den 1970er Jahren machten Trent und Hatch einen Abstecher in die Welt des Musicals. Ihr erstes Projekt, The Card, basierte auf einem Roman von Arnold Bennett und wurde im Londoner West End mit Jim Dale und Millicent Martin in den Hauptrollen aufgeführt. Ein Album mit der Bühnenversion wurde 1975 veröffentlicht. Eine umgeschriebene Version der Show, mit Peter Duncan und Hayley Mills in den Hauptrollen, wurde in den 1990er Jahren im Regent’s Park Open Air Theater gegeben und ebenfalls als Album veröffentlicht. Das zweite Hatch-/Trent-Musical war Rock Nativity, mit Libretto und Songtexten von David Wood. Es wurde zunächst in Newcastle upon Tyne produziert; 1976 ging eine revidierte Version, die auch fürs Fernsehen aufgezeichnet wurde, auf Tournee durch Großbritannien und Nordirland.
1978 zogen Trent und Hatch nach Dublin und blieben dort vier Jahre lang. Sie waren Gastgeber der Fernsehserien Words and Music und It’s a Musical World. Hatch produzierte weiterhin Themenmusiken für Fernsehserien wie Seagull Island und Airline, bevor die beiden 1982 nach Australien umzogen. Dort schrieb das Paar eine seiner bekanntesten Kompositionen, das Thema der Fernseh-Seifenoper Nachbarn (Neighbours). Trent und Hatch trennten sich 1995 und ließen sich 2002 scheiden.
Nach der Trennung von Hatch gab Trent ein erfolgreiches Comeback auf britischen Bühnen mit einer Tour des Musicals High Society. Sie verbrachte anschließend einige Jahre zurückgezogen, aber im April und Mai 2004 gab sie eine Reihe von Konzerten in Australien und schrieb neue Songs. 2005 heiratete sie erneut. Trent starb am 21. März 2015 in Ciutadella auf der Baleareninsel Menorca im Alter von 74 Jahren.

## Studioalben solo
- 1965: The Magic of Jackie Trent
- 1965: Yesterdays
- 1967: Stop Me and Buy One
- 1967: Once More With Feeling
- 1969: The Look of Love
- 1976: Can't Give It Up
- 2009: Trentquility

## Studioalben mit Tony Hatch
- 1968: The Two of Us
- 1968: Live for Love
- 1969: Together Again
- 1971: Words and Music
- 1972: Two for the Show
- 1973: Opposite Your Smile
- 1980: Our World of Music